# Sweedie and the Double Exposure
Sweedie and the Double Exposure è un cortometraggio muto del 1914. Il nome del regista non viene riportato.
Il film fa parte di una serie di comiche che ha come protagonista il personaggio di Sweedie, interpretato da Wallace Beery travestito da donna.

## Produzione
Il film fu prodotto dalla Essanay Film Manufacturing Company, quarto titolo della serie dedicata a Sweedie.

## Distribuzione
Distribuito dalla General Film Company, il film - un cortometraggio di una bobina - uscì nelle sale cinematografiche USA il 17 agosto 1914.